# Herbert Kickl
Herbert Kickl (* 19. října 1968 Villach) je rakouský politik za krajně pravicovou Svobodnou stranu Rakouska, od 19. června 2021 je jejím předsedou. Od 18. prosince 2017 do 22. května 2019 byl ministrem vnitra v první vládě Sebastiana Kurze. Ta skončila, když jej v reakci na Ibizskou aféru Sebastian Kurz odvolal, protože neměl důvěru, že by coby ministr vnitra dohlížel nestranně na vyšetřování svého kolegy Heinze-Christiana Stracheho. Následně z vlády rezignovali všichni ministři za Svobodné. Než se stal ministrem, byl za Svobodné od roku 2006 členem Národní rady.

## Osobní život
V roce 1988 začal studovat na Vídeňské univerzitě publicistiku a politologii, v roce 1989 filosofii a historii. Žádné ze studií ale nedokončil.
Je ženatý a má jednoho syna.

## Politická kariéra
Pro Svobodné pracoval Kickl od roku 1995, mimo jiné psal projevy pro Jörga Haidera, než se tento politik v roce 2005 od Svobodných oddělil. Mezi lety 2005 až 2018 Kickl působil coby generální tajemník strany. Přicházel s nápady a byl také stranickým stratégem kampaní.
Haider vyslal Kickla na konci 90. let z Korutan do Vídně, aby tam kontroloval stranickou buňku. Kickl se pak Haiderovi vzepřel a stal se vídeňskou stranickou dvojkou v pozadí za Heinzem-Christianem Strachem, pozdějším dlouholetým lídrem FPÖ a vicekancléřem. Po skandálu s Ibizskou aféru Strache odstoupil a jedničkou se stal právě Kickl.
Mezi lety 2017 a 2019 vykonával funkci ministra vnitra v první vládě Sebastiana Kurze. Masovou popularitu získal během pandemie covidu-19, kdy vystupoval proti vládnímu povinnému očkování. V roce 2021 se stal předsedou Svobodných, kdy porazil umírněnějšího Norberta Hofera, tehdejšího prezidentského kandidáta.
V roce 2024 vedl vítěznou předvolební kampaň Svobodných s heslem „Pevnost Rakousko“. V kampani vsadil hlavně na téma migrace. V programu měl vepsanou přímo „remigraci nezvaných cizinců“, v překladu nucené deportace. Rakousko se podle něj mělo stát pro přistěhovalce „nepohodlným“ státem a žadatelé o azyl měli místo finanční podpory dostávat naturálie. V otázce migrační politiky a také vztahu ke svobodě a pluralitě médií se Kickl netajil inspirací maďarským premiérem Viktorem Orbánem.
Ve volbách do Evropského parlamentu v Rakousku v červnu 2024 se pod jeho vedením FPÖ umístila na prvním místě se ziskem 25,4 % hlasů a šesti mandátů. Následně FPÖ pomáhala založit novou politickou skupinu Patrioti pro Evropu.
Po parlamentních volbách v Rakousku v září 2024, ve kterých FPÖ zvítězila se ziskem 28,9 % hlasů, usiloval o funkci rakouského kancléře. Kvůli populistickým a až krajně pravicovým postojům strany však chtěly ostatní zvolené strany FPÖ obejít. Jednání o takzvané cukříkové koalici ale po třech měsících zkrachovala. V lednu 2025 byl proto Kickl prezidentem pověřen sestavením vlády. Spolkového prezidenta Alexandera Van der Bellena při té příležitosti označil za „mumii z paláce“. Po neúspěšných jednáních pokusy o sestavení vlády 12. února vzdal.

## Politická pozice
Sám sebe vnímá jako politika, který „stojí na straně lidí“. Prohlásil, že by byl „lidovým kancléřem“ (německy: Volkskanzler). To je výraz, který kdysi používal Adolf Hitler. Ovšem Kickl upozorňoval na to, že ho používali i další rakouští kancléři – Leopold Figl nebo Bruno Kreisky. Svobodní se k nacistické minulosti otevřeně nehlásí.
Levicové politiky a ideové odpůrce už nazval „klíšťaty, mozkomory nebo intelektuálními jednohubkami“.
Během pandemie covidu-19 se stal tváří odpůrců vládních opatření. Místo očkování například doporučoval užívat léčiva proti parazitickým hlísticím.
Kickl nevyloučil vystoupení Rakouska z Evropské unie a v případě vládnutí by odmítl muničně podporovat Ukrajinu ve válce s Ruskem. Když v březnu 2023 ukrajinský prezident Volodymyr Zelenskyj promluvil k rakouskému parlamentu, Kickl a ostatní poslanci FPÖ se k němu otočili zády a opustili sál. FPÖ ovšem poté oficiálně odsoudila ruskou invazi na Ukrajinu. V pozdějších vyjádřeních však Herbert Kickl označoval za viníky situace také NATO a samotné Ukrajince.
Klimatická změna je podle něj „klimatickým alarmismem“, který vede ke „klimatické diktatuře“ a nakonec ke „klimatickému komunismu“ jako typu „duševní nemoci“.